# 米科拉·邦达尔
米科拉·塞爾希約維奇·邦达尔（羅馬化：Mykola Serhiyovych Bondar；1990年5月22日—2020年2月15日），又譯尼古拉·邦达尔（Nikolai Bondar），乌克兰花样滑冰选手。米科拉·邦达尔曾两度入围世界青少年花样滑冰锦标赛决赛圈，并在2009年世青赛上取得他的最好成绩。退役后，他在乌克兰基辅、中国苏州等地担任过花样滑冰教练工作。2020年2月15日，米科拉·邦达尔在中国苏州去世。

## 项目选曲
| 赛季           | 短节目                               | 自由滑                             |
| -------------- | ------------------------------------ | ---------------------------------- |
| 2008年－2009年 | 《梦之安魂曲》（克林特·曼塞尔 作曲） | 《西班牙混曲》                     |
| 2007年－2008年 | 《热情》（彼得·盖布瑞尔 作曲）       | 《亚历山大帝》（范吉利斯 作曲）    |
| 2005年－2006年 | 《1492：征服天堂》（范吉利斯 作曲）  |                                    |
| 2003年－2004年 | 《华尔兹曲》（约翰·斯特劳斯 作曲）   | 《魔幻屠龙》（兰迪·艾德尔曼 作曲） |